# Ramaria
Ramaria is een geslacht van koraalschimmels in de familie Gomphaceae.
Het geslacht omvat 316 soorten, waarvan sommige (zoals de Ramaria flava) eetbaar zijn. De naam is afgeleid van het Latijnse rāmus, wat “tak” betekent. De naam werd voor het eerst gebruikt in 1790 door Holmsköld.
De soorten uit het geslacht variëren sterk in kleur; van geel, rood en oranje tot paars en wit. Fylogenetisch onderzoek heeft aangetoond dat Ramaria niet monofyletisch is, en dat de kenmerkende, koraalachtige structuur van de soorten uit het geslacht mogelijk meerdere keren geëvolueerd is uit meerdere verschillende voorouders.

## Soorten
Volgens Index Fungorum bevat het geslacht 300 soorten (peildatum maart 2023):
| Soortnaam                                   | Auteur(s)                                    | Publicatiejaar |
| ------------------------------------------- | -------------------------------------------- | -------------- |
| Ramaria aciculospora                        | R.H. Petersen                                | 1988           |
| Ramaria acrisiccescens                      | Marr & D.E. Stuntz                           | 1974           |
| Ramaria acutissima                          | (Berk.) Corner                               | 1950           |
| Ramaria admiratia                           | R.H. Petersen                                | 2014           |
| Ramaria aenea                               | R.H. Petersen                                | 1986           |
| Ramaria africana                            | R.H. Petersen                                | 1975           |
| Ramaria albidoflava                         | Schild                                       | 1992           |
| Ramaria albocinerea                         | (Pat.) Corner                                | 1950           |
| Ramaria alborosea                           | Schild                                       | 1992           |
| Ramaria altaica                             | Schwarzman & Philim.                         | 1964           |
| Ramaria alutacea                            | Schild                                       | 2003           |
| Ramaria ambigua                             | R.H. Petersen                                | 1988           |
| Ramaria americana                           | (Corner) R.H. Petersen                       | 1981           |
| Ramaria amyloidea                           | Marr & D.E. Stuntz                           | 1974           |
| Ramaria anisata                             | Schild                                       | 1982           |
| Ramaria anziana                             | R.H. Petersen                                | 1988           |
| Ramaria apiculata                           | (Fr.) Donk                                   | 1933           |
| Ramaria araiospora                          | Marr & D.E. Stuntz                           | 1974           |
| Ramaria armeniaca                           | R.H. Petersen & Scates                       | 1988           |
| Ramaria articulata                          | (Henn.) Corner                               | 1950           |
| Ramaria asiatica                            | (R.H. Petersen & M. Zang) R.H. Petersen      | 1988           |
| Ramaria atkinsonii                          | (Bres. ex G.F. Atk.) R.H. Petersen           | 1984           |
| Ramaria atractospora                        | Franchi & M. Marchetti                       | 2020           |
| Ramaria aurantiaca                          | Corner                                       | 1957           |
| Ramaria aurantiiramosa                      | (Marr & D.E. Stuntz) Franchi & M. Marchetti  | 2018           |
| Ramaria aurantiisiccescens                  | Marr & D.E. Stuntz                           | 1974           |
| Ramaria aurea (Goudgele koraalzwam)         | (Schaeff.) Quél.                             | 1888           |
| Ramaria aureofulva                          | Corner                                       | 1970           |
| Ramaria aureorhiza                          | R.H. Petersen                                | 1988           |
| Ramaria australiana                         | (Cleland) R.H. Petersen                      | 1969           |
| Ramaria avellaneovertex                     | R.H. Petersen                                | 1988           |
| Ramaria barenthalensis                      | Franchi & M. Marchetti                       | 2019           |
| Ramaria basirobusta                         | R.H. Petersen                                | 1988           |
| Ramaria bataillei                           | (Maire) Corner                               | 1950           |
| Ramaria beninensis                          | Christan                                     | 2009           |
| Ramaria bidentata                           | Velen.                                       | 1947           |
| Ramaria bonii                               | Estrada                                      | 1995           |
| Ramaria boreimaxima                         | Kytöv. & M. Toivonen                         | 2014           |
| Ramaria botrytis (Bloemkoolzwam)            | (Pers.) Bourdot                              | 1894           |
| Ramaria botrytoides                         | (Peck) Corner                                | 1950           |
| Ramaria bourdotiana                         | Maire                                        | 1937           |
| Ramaria brachypodii                         | Velen.                                       | 1947           |
| Ramaria brevispora                          | Corner, K.S. Thind & Dev                     | 1958           |
| Ramaria brienzensis                         | Schild                                       | 1992           |
| Ramaria brunneicontusa                      | R.H. Petersen                                | 1989           |
| Ramaria brunneipes                          | R.H. Petersen & M. Zang                      | 1989           |
| Ramaria brunneolilacina                     | Franchi & M. Marchetti                       | 2020           |
| Ramaria brunneomaculata                     | Schild                                       | 1992           |
| Ramaria bulbobasidiata                      | R.H. Petersen                                | 1986           |
| Ramaria cacao                               | (Coker) Corner                               | 1950           |
| Ramaria calvodistalis                       | R.H. Petersen                                | 2014           |
| Ramaria camelicolor                         | Corner, K.S. Thind & Anand                   | 1956           |
| Ramaria candida                             | Corner                                       | 1970           |
| Ramaria canescens                           | R.H. Petersen                                | 1986           |
| Ramaria canobrunnea                         | Schild                                       | 2003           |
| Ramaria capitata                            | Corner                                       | 1950           |
| Ramaria cartilaginea                        | Marr & D.E. Stuntz                           | 1974           |
| Ramaria caulifloriformis                    | (Leathers) Corner                            | 1970           |
| Ramaria cedretorum                          | (Maire) Malençon                             | 1958           |
| Ramaria celerivirescens                     | Marr & D.E. Stuntz                           | 1974           |
| Ramaria cettoi                              | Schild                                       | 1984           |
| Ramaria chocoensis                          | C. Hahn & Christan                           | 2002           |
| Ramaria ciliata                             | Velen.                                       | 1939           |
| Ramaria cinereocarnea                       | R.H. Petersen                                | 1986           |
| Ramaria cistophila                          | P.P. Daniëls, M.P. Martín, C. Rojo & Camello | 2017           |
| Ramaria citrinocuspidata                    | A.M. Young & N.A. Fechner                    | 2009           |
| Ramaria cladoniae                           | (Kalchbr.) D.A. Reid                         | 1974           |
| Ramaria clarobrunnea                        | Corner, K.S. Thind & Anand                   | 1956           |
| Ramaria claviramulata                       | Marr & D.E. Stuntz                           | 1974           |
| Ramaria comitis                             | Schild                                       | 1998           |
| Ramaria compressa                           | Velen.                                       | 1939           |
| Ramaria concolor                            | (Corner) R.H. Petersen                       | 1975           |
| Ramaria concreta                            | Velen.                                       | 1939           |
| Ramaria conjuncta                           | (Peck) Corner                                | 1950           |
| Ramaria conjunctipes                        | (Coker) Corner                               | 1950           |
| Ramaria coralcolor                          | Coker ex R.H. Petersen                       | 1982           |
| Ramaria cornicularioides                    | (Henn.) Corner                               | 1950           |
| Ramaria cornuta                             | Velen.                                       | 1947           |
| Ramaria coulterae                           | Scates                                       | 1988           |
| Ramaria crataegi                            | Velen.                                       | 1939           |
| Ramaria cristatospora                       | (Corner) R.H. Petersen                       | 1981           |
| Ramaria cyaneigranosa                       | Marr & D.E. Stuntz                           | 1974           |
| Ramaria cyatheae                            | (Henn. ex Sacc.) Corner                      | 1950           |
| Ramaria cystidiophora                       | (Kauffman) Corner                            | 1950           |
| Ramaria daucipes                            | R.H. Petersen                                | 1986           |
| Ramaria decolorans                          | (P. Karst.) Corner                           | 1950           |
| Ramaria deformis                            | Velen.                                       | 1947           |
| Ramaria dichotoma                           | Velen.                                       | 1939           |
| Ramaria distinctissima                      | R.H. Petersen & M. Zang                      | 1989           |
| Ramaria divaricata                          | (Peck) Corner                                | 1950           |
| Ramaria dolomitica                          | Franchi & M. Marchetti                       | 2000           |
| Ramaria eburnea                             | Velen.                                       | 1939           |
| Ramaria echinata                            | Velen.                                       | 1939           |
| Ramaria edwinii                             | Franchi & M. Marchetti                       | 2019           |
| Ramaria eosanguinea                         | R.H. Petersen                                | 1976           |
| Ramaria ephemeroderma                       | R.H. Petersen & M. Zang                      | 1989           |
| Ramaria epichnoa                            | Velen.                                       | 1947           |
| Ramaria eryuanensis                         | R.H. Petersen & M. Zang                      | 1989           |
| Ramaria fagetorum                           | Maas Geest. ex Schild                        | 1978           |
| Ramaria fagicola                            | R.H. Petersen                                | 1975           |
| Ramaria fasciculata                         | Coker ex R.H. Petersen                       | 1982           |
| Ramaria fennica (Paarsbruine koraalzwam)    | (P. Karst.) Ricken                           | 1920           |
| Ramaria fibulata                            | (R.H. Petersen) R.H. Petersen                | 1988           |
| Ramaria filicicola                          | (S.G.M. Fawc.) Corner                        | 1950           |
| Ramaria filicina                            | Corner                                       | 1950           |
| Ramaria fistulosa                           | Corner                                       | 1966           |
| Ramaria flava (Gele koraalzwam)             | (Schaeff.) Quél.                             | 1888           |
| Ramaria flavescens                          | (Schaeff.) R.H. Petersen                     | 1974           |
| Ramaria flavescentoides                     | Hanif & Khalid                               | 2019           |
| Ramaria flaviceps                           | Corner, K.S. Thind & Anand                   | 1956           |
| Ramaria flavicingula                        | R.H. Petersen                                | 1989           |
| Ramaria flavicolor                          | Malençon                                     | 1958           |
| Ramaria flavigelatinosa                     | Marr & D.E. Stuntz                           | 1974           |
| Ramaria flavissima                          | Schild                                       | 1998           |
| Ramaria flavoalba                           | Corner                                       | 1950           |
| Ramaria flavobrunnescens                    | (G.F. Atk.) Corner                           | 1950           |
| Ramaria flavoides (Alleekoraalzwam)         | Schild                                       | 1981           |
| Ramaria flavomicrospora                     | R.H. Petersen                                | 1986           |
| Ramaria flavosalmonicolor                   | Schild                                       | 1990           |
| Ramaria flavosaponaria                      | R.H. Petersen                                | 1986           |
| Ramaria flavoviridis                        | Corner & K.S. Thind                          | 1961           |
| Ramaria flavula                             | (G.F. Atk.) R.H. Petersen                    | 1975           |
| Ramaria foetida                             | R.H. Petersen                                | 1988           |
| Ramaria formosa (Fraaie koraalzwam)         | (Pers.) Quél.                                | 1888           |
| Ramaria fragillima                          | (Sacc. & P. Syd.) Corner                     | 1950           |
| Ramaria fumigata                            | (Peck) Corner                                | 1950           |
| Ramaria fumosiavellanea                     | Marr & D.E. Stuntz                           | 1974           |
| Ramaria fuscobrunnea                        | Corner                                       | 1955           |
| Ramaria geesterani                          | de Meijer                                    | 2009           |
| Ramaria gelatiniaurantia                    | Marr & D.E. Stuntz                           | 1974           |
| Ramaria gracilioides                        | Franchi & M. Marchetti                       | 2020           |
| Ramaria gracilis (Anijskoraalzwam)          | (Pers.) Quél.                                | 1888           |
| Ramaria gracilispora                        | Christan & M. Mata                           | 2012           |
| Ramaria graminicola                         | Velen.                                       | 1939           |
| Ramaria grandipes                           | Schild & R.H. Petersen                       | 1980           |
| Ramaria grandis                             | (Peck) Corner                                | 1950           |
| Ramaria grundii                             | R.H. Petersen                                | 1986           |
| Ramaria gypsea                              | Schild                                       | 1982           |
| Ramaria harrisonii                          | R.H. Petersen                                | 1986           |
| Ramaria hemirubella                         | R.H. Petersen & M. Zang                      | 1986           |
| Ramaria henriquesii                         | (Bres. & Roum.) Corner                       | 1950           |
| Ramaria heterospora                         | Velen.                                       | 1947           |
| Ramaria highlandensis                       | R.H. Petersen                                | 1988           |
| Ramaria hilaris                             | R.H. Petersen & M. Zang                      | 1989           |
| Ramaria himalayensis                        | R.H. Petersen                                | 1988           |
| Ramaria holorubella                         | (G.F. Atk.) Corner                           | 1950           |
| Ramaria holsatica                           | (Henn.) Corner                               | 1950           |
| Ramaria ichnusensis                         | Franchi, A. Gennari & M. Marchetti           | 2020           |
| Ramaria ignicolor                           | Corner                                       | 1950           |
| Ramaria incognita                           | R.H. Petersen                                | 1981           |
| Ramaria incongrua                           | R.H. Petersen                                | 1981           |
| Ramaria incurvata                           | (Morgan) Corner                              | 1950           |
| Ramaria indoyunnaniana                      | R.H. Petersen & M. Zang                      | 1986           |
| Ramaria inedulis                            | Singer                                       | 1969           |
| Ramaria intimorosea                         | Schild & Vrscaj                              | 1992           |
| Ramaria intricatissima                      | (Speg.) Corner                               | 1950           |
| Ramaria isaacii                             | Christan & M. Mata                           | 2012           |
| Ramaria juliana                             | Velen.                                       | 1947           |
| Ramaria junquilleo-vertex                   | R.H. Petersen                                | 1988           |
| Ramaria kafaensis                           | Gminder & Christan                           | 2020           |
| Ramaria karstenii                           | (Sacc. & P. Syd.) Corner                     | 1950           |
| Ramaria kisantuensis                        | (Sacc.) Corner                               | 1950           |
| Ramaria krieglsteineri                      | Schild                                       | 1997           |
| Ramaria lacteobrunnescens                   | Schild                                       | 1980           |
| Ramaria laeviformosoides                    | R.H. Petersen & M. Zang                      | 1989           |
| Ramaria laevispora                          | Corner & K.S. Thind                          | 1966           |
| Ramaria largentii                           | Marr & D.E. Stuntz                           | 1974           |
| Ramaria leptoformosa                        | Marr & D.E. Stuntz                           | 1974           |
| Ramaria leucoceras                          | (Pat.) Corner                                | 1950           |
| Ramaria ligustri                            | Velen.                                       | 1939           |
| Ramaria linearioides                        | R.H. Petersen & M. Zang                      | 1989           |
| Ramaria linearis                            | R.H. Petersen & M. Zang                      | 1989           |
| Ramaria longispora                          | Marr & D.E. Stuntz                           | 1974           |
| Ramaria longissimispora                     | McAfee & Grund                               | 1982           |
| Ramaria longistipitata                      | Schwarzman                                   | 1964           |
| Ramaria lorithamnus                         | (Berk.) R.H. Petersen                        | 1982           |
| Ramaria lutea                               | Schild                                       | 1977           |
| Ramaria luteoaeruginea                      | P. Zhang & Zhu L. Yang                       | 2006           |
| Ramaria luteoaurantiaca                     | Franchi & M. Marchetti                       | 2020           |
| Ramaria luteoflaccida                       | Corner                                       | 1950           |
| Ramaria luteofusca                          | Maire                                        | 1937           |
| Ramaria macrospora                          | Velen.                                       | 1947           |
| Ramaria maculatipes                         | Marr & D.E. Stuntz                           | 1974           |
| Ramaria maculospora                         | R.H. Petersen                                | 1986           |
| Ramaria madagascariensis                    | (Henn.) Corner                               | 1950           |
| Ramaria magnifica                           | Schild                                       | 1983           |
| Ramaria magnipes                            | Marr & D.E. Stuntz                           | 1974           |
| Ramaria marrii                              | Scates                                       | 1988           |
| Ramaria mediterranea                        | Schild & Franchi                             | 1998           |
| Ramaria megalorhiza                         | (Berk. & Broome) Corner                      | 1950           |
| Ramaria molleriana                          | (Bres. & Roum.) Corner                       | 1950           |
| Ramaria nanispora                           | R.H. Petersen & M. Zang                      | 1989           |
| Ramaria nguelensis                          | (Henn.) Corner                               | 1950           |
| Ramaria obtusissima                         | (Peck) Corner                                | 1950           |
| Ramaria ochrochlora                         | Furrer-Ziogas & Schild                       | 1971           |
| Ramaria ononidea                            | Velen.                                       | 1939           |
| Ramaria ossolana                            | Franchi & M. Marchetti                       | 2020           |
| Ramaria pallida (Bleke koraalzwam)          | (Schaeff.) Ricken                            | 1920           |
| Ramaria pallidissima                        | Schild & G. Ricci                            | 1998           |
| Ramaria pallidolilacina                     | P. Zhang & Z.W. Ge                           | 2006           |
| Ramaria pallidosaponaria                    | R.H. Petersen                                | 1989           |
| Ramaria paludosa                            | (S. Lundell) Schild                          | 1980           |
| Ramaria parabotrytis                        | Franchi & M. Marchetti                       | 2018           |
| Ramaria paraconcolor                        | Franchi & M. Marchetti                       | 2020           |
| Ramaria patagonica                          | (Speg.) Corner                               | 1957           |
| Ramaria pauciramosa                         | Velen.                                       | 1947           |
| Ramaria pedata                              | Velen.                                       | 1939           |
| Ramaria perbrunnea                          | Corner & K.S. Thind                          | 1966           |
| Ramaria perfluopunicea                      | R.H. Petersen                                | 1988           |
| Ramaria persicina                           | Cázares                                      | 2011           |
| Ramaria petersenii                          | K.S. Thind & Sharda                          | 1984           |
| Ramaria piedmontiana                        | R.H. Petersen                                | 1982           |
| Ramaria pinicola                            | (Burt) Corner                                | 1961           |
| Ramaria polonica                            | R.H. Petersen                                | 1975           |
| Ramaria polypus                             | Corner                                       | 1950           |
| Ramaria praecox                             | Schild                                       | 2003           |
| Ramaria primulina                           | R.H. Petersen                                | 1986           |
| Ramaria prostrata                           | Khurana & K.S. Thind                         | 1979           |
| Ramaria pseudoflava                         | Franchi & M. Marchetti                       | 2019           |
| Ramaria pseudogracilis                      | R.H. Petersen                                | 1975           |
| Ramaria pumila                              | Schild                                       | 1992           |
| Ramaria pupulispora                         | Corner                                       | 1970           |
| Ramaria pura                                | Corner & K.S. Thind                          | 1966           |
| Ramaria purpureopallida                     | R.H. Petersen                                | 1988           |
| Ramaria purpurissima                        | R.H. Petersen & Scates                       | 1988           |
| Ramaria pusilla                             | Corner                                       | 1950           |
| Ramaria pyrispora                           | R.H. Petersen & Watling                      | 1989           |
| Ramaria radicans                            | Cázares & G. Guevara                         | 2011           |
| Ramaria rainierensis                        | Marr & D.E. Stuntz                           | 1974           |
| Ramaria rasilispora                         | Marr & D.E. Stuntz                           | 1974           |
| Ramaria rasilisporoides                     | Exeter                                       | 2006           |
| Ramaria raveneliana                         | Coker ex R.H. Petersen                       | 1982           |
| Ramaria reticulata                          | (Berk. & Cooke) Corner                       | 1961           |
| Ramaria rosella                             | R.H. Petersen                                | 1986           |
| Ramaria roseola                             | Schild                                       | 2003           |
| Ramaria rotundispora                        | R.H. Petersen                                | 1988           |
| Ramaria rubella                             | (Schaeff.) R.H. Petersen                     | 1974           |
| Ramaria rubiginosa                          | Marr & D.E. Stuntz                           | 1974           |
| Ramaria rubriattenuipes                     | R.H. Petersen & M. Zang                      | 1989           |
| Ramaria rubribrunnescens                    | Marr & D.E. Stuntz                           | 1974           |
| Ramaria rubricarnata                        | Marr & D.E. Stuntz                           | 1974           |
| Ramaria rubrievanescens                     | Marr & D.E. Stuntz                           | 1974           |
| Ramaria rubripermanens                      | Marr & D.E. Stuntz                           | 1974           |
| Ramaria rubrogelatinosa                     | Corner & K.S. Thind                          | 1966           |
| Ramaria rufescens                           | (Schaeff.) Corner                            | 1950           |
| Ramaria saccardoi                           | (P. Syd.) Corner                             | 1950           |
| Ramaria safraniolens                        | Christan                                     | 2008           |
| Ramaria samuelsii                           | R.H. Petersen                                | 1988           |
| Ramaria sandaracina                         | Marr & D.E. Stuntz                           | 1974           |
| Ramaria sanguinea                           | (Pers.) Quél.                                | 1888           |
| Ramaria sanguinipes                         | R.H. Petersen & M. Zang                      | 1986           |
| Ramaria schildii                            | R.H. Petersen                                | 1988           |
| Ramaria sclerocarnosa                       | R.H. Petersen                                | 1988           |
| Ramaria secunda                             | (Berk.) Corner                               | 1950           |
| Ramaria sesiana                             | Schild                                       | 1989           |
| Ramaria setifera                            | Velen.                                       | 1939           |
| Ramaria sinoconjunctipes                    | R.H. Petersen & M. Zang                      | 1990           |
| Ramaria sinsinii                            | Christan & Yorou                             | 2009           |
| Ramaria solomonensis                        | Corner                                       | 1967           |
| Ramaria soluta                              | (P. Karst.) Corner                           | 1950           |
| Ramaria somniculosa                         | R.H. Petersen                                | 1986           |
| Ramaria spinulosa (Stinkende koraalzwam)    | (Pers.) Quél.                                | 1888           |
| Ramaria strasseri                           | (Bres.) Corner                               | 1950           |
| Ramaria stricta (Rechte koraalzwam)         | (Pers.) Quél.                                | 1888           |
| Ramaria stuntzii                            | Marr                                         | 1974           |
| Ramaria suaveolens                          | Cázares                                      | 2011           |
| Ramaria subalpina                           | K. Das & K. Acharya                          | 2016           |
| Ramaria subaurantiaca                       | Corner                                       | 1955           |
| Ramaria subbotrytis (Roze beukenkoraalzwam) | (Coker) Corner                               | 1950           |
| Ramaria subcinerea                          | Velen.                                       | 1947           |
| Ramaria subgelatinosa                       | Corner                                       | 1950           |
| Ramaria subsigmoidea                        | (Sacc. & P. Syd.) Corner                     | 1950           |
| Ramaria subviolacea                         | R.H. Petersen & Scates                       | 2000           |
| Ramaria suecica (Bleekroze koraalzwam)      | (Fr.) Donk                                   | 1933           |
| Ramaria synaptopoda                         | Marr & D.E. Stuntz                           | 1974           |
| Ramaria tehovensis                          | Velen.                                       | 1947           |
| Ramaria terrea                              | Schild                                       | 1990           |
| Ramaria testaceoflava                       | (Bres.) Corner                               | 1950           |
| Ramaria testaceoviolacea                    | (Doty) Corner                                | 1950           |
| Ramaria thalliovirescens                    | Franchi & M. Marchetti                       | 2000           |
| Ramaria thiersii                            | R.H. Petersen & Scates                       | 1988           |
| Ramaria thindii                             | K. Das, Hembrom, A. Parihar & A. Ghosh       | 2020           |
| Ramaria toxica                              | L.S. Domínguez & R.H. Petersen               | 1989           |
| Ramaria tridentina                          | Schild                                       | 1981           |
| Ramaria tsugina                             | (Peck) Marr & D.E. Stuntz                    | 1974           |
| Ramaria tubulosa                            | (Fr.) Corner                                 | 1950           |
| Ramaria valdiviana                          | Singer                                       | 1969           |
| Ramaria varians                             | Schild                                       | 1992           |
| Ramaria velenovskyi                         | Pilát                                        | 1958           |
| Ramaria velocimutans                        | Marr & D.E. Stuntz                           | 1974           |
| Ramaria verlotensis                         | Marr & D.E. Stuntz                           | 1974           |
| Ramaria verna                               | (Coker) Corner                               | 1950           |
| Ramaria vinosimaculans                      | Marr & D.E. Stuntz                           | 1974           |
| Ramaria violacea                            | (Schild) Franchi & M. Marchetti              | 2020           |
| Ramaria violaceibrunnea                     | (Marr & D.E. Stuntz) R.H. Petersen           | 1986           |
| Ramaria vittadinii                          | R.H. Petersen                                | 1989           |
| Ramaria watlingii                           | R.H. Petersen                                | 1989           |
| Ramaria xanthosperma                        | (Peck) Corner                                | 1950           |
| Ramaria zebrispora                          | R.H. Petersen                                | 1987           |
| Ramaria zeppelinospora                      | R.H. Petersen                                | 1986           |